# Marcel Griaule
Pour les articles homonymes, voir Griaule.

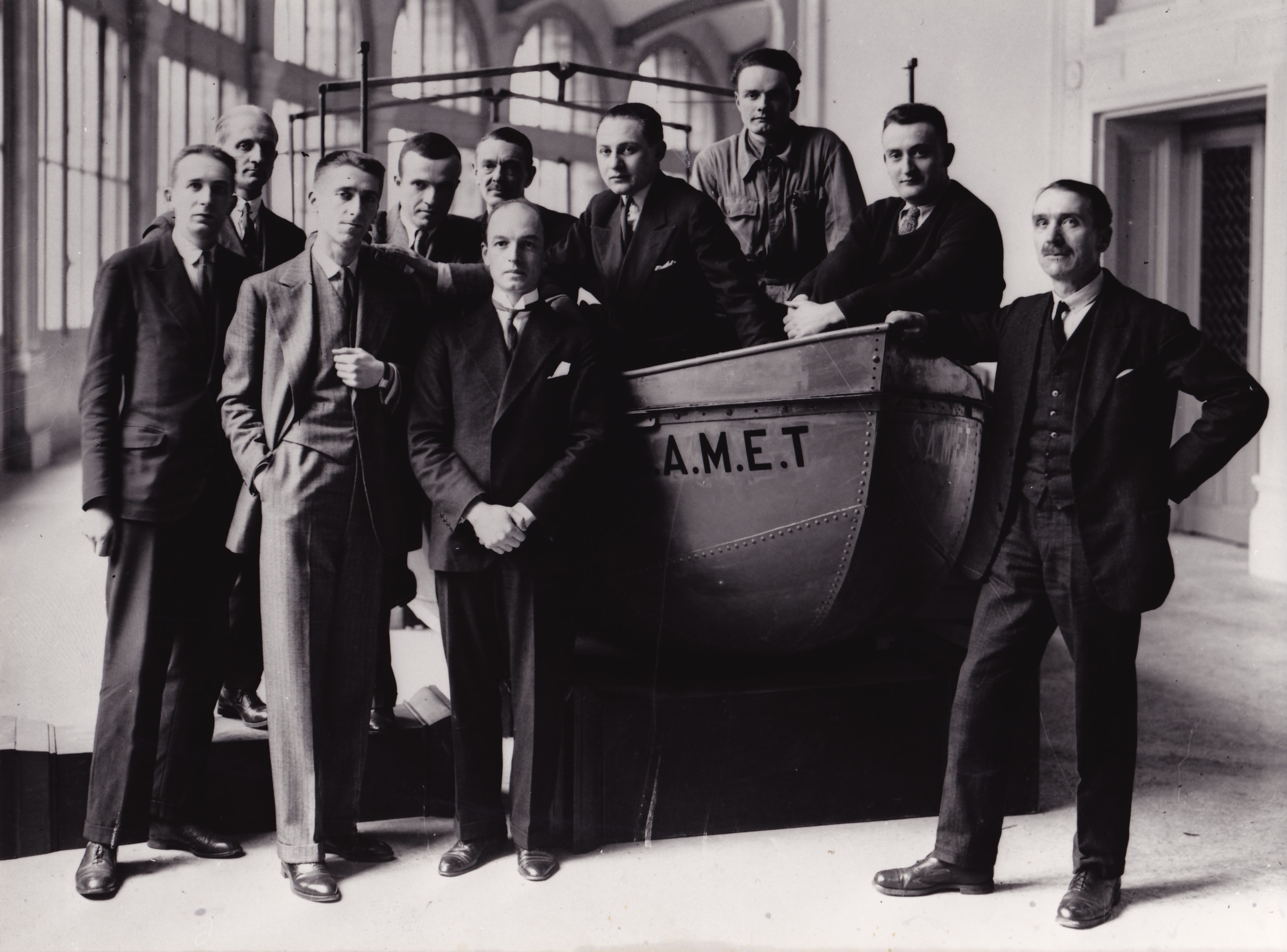
Membres de la mission Dakar-Djibouti au musée d'ethnographie du Trocadéro, Paris 1931. De gauche à droite : André Schaeffner, Jean Mouchet, Georges Henri Rivière, Michel Leiris, le baron Outomsky, Marcel Griaule, Éric Lutten, Jean Moufle, Gaston-Louis Roux et Marcel Larget.

Marcel Griaule, né à Aisy-sur-Armançon dans l'Yonne le 16 mai 1898 et mort à Paris le 23 février 1956, est un ethnologue et africaniste français connu pour ses travaux sur les Dogons.

## Biographie
Marcel Griaule est issu d'une famille auvergnate du côté de son père et briarde du côté de sa mère.

### Première Guerre mondiale
Il prépare le concours de l'École polytechnique en mathématiques spéciales au lycée Louis-le-Grand avant que la Première Guerre mondiale ne le pousse à interrompre ses études. Engagé volontaire à 17 ans dans l'artillerie, il poursuit une formation à l'école d'application d'artillerie de Fontainebleau et s'engage en 1917 dans l'aviation comme observateur aérien. Il reste au sein de l'armée de l'air jusqu'en 1921 (33e régiment d'aviation 8e escadrille sur Breguet). Il rédige à cette époque deux livres connus dans le monde des pionniers de l'aviation : Le bréviaire du Captain B'Hool et L'abominable homme de Keurk.

### Missions en Afrique
En 1922, Marcel Griaule reprend des études de langues et d'ethnologie à l'École nationale des langues orientales vivantes (ENLOV) et à l'École pratique des hautes études (EPHE) notamment auprès de Marcel Mauss et de Marcel Cohen. Après lui avoir délivré son diplôme d'amharique en 1927, ce dernier, qui a fait le voyage en 1910, l'envoie en Éthiopie pour plusieurs mois (1928-1929). Marcel Griaule publie Silhouettes et graffiti abyssins et l'année suivante Les Flambeurs d’Hommes qui reprend trois articles parus dans la revue Documents et relatant son expédition en Abyssinie. Marcel Griaule publie avec l'aide de l'abbé Jérôme Gabra Moussié la traduction du Livre de recettes d’un dabtara abyssin que son maître avait ramené de son voyage de 1910 puis organise la traversée de l'Afrique d'ouest en est : c'est la mission Dakar-Djibouti de mai 1931 à février 1933, dont il assume la direction, accompagné de Michel Leiris qui devait agir comme secrétaire-archiviste de la mission, André Schaeffner et d'autres ethnologues et hommes de terrain, inaugurant à cette occasion l'ethnologie française de terrain. Cette expédition rapporte plus de 3 500 objets, obtenus parfois dans des conditions discutées, qui enrichissent les collections du musée du Trocadéro. Griaule étudie alors pour la première fois les Dogons sur lesquels il effectue la grande majorité de ses recherches par la suite. De 1935 à 1939 au cours de cinq expéditions cumulant plus de 85 000 km parcourus. La mission avait fait l'objet de la loi du 31 mars 1931. Au retour, des textes paraissent dans la revue Minotaure où se retrouvent côte à côte, Picasso, Masson, Dali, Lacan, Leiris, Éluard et Griaule. Il est fait officier de la Légion d'honneur.

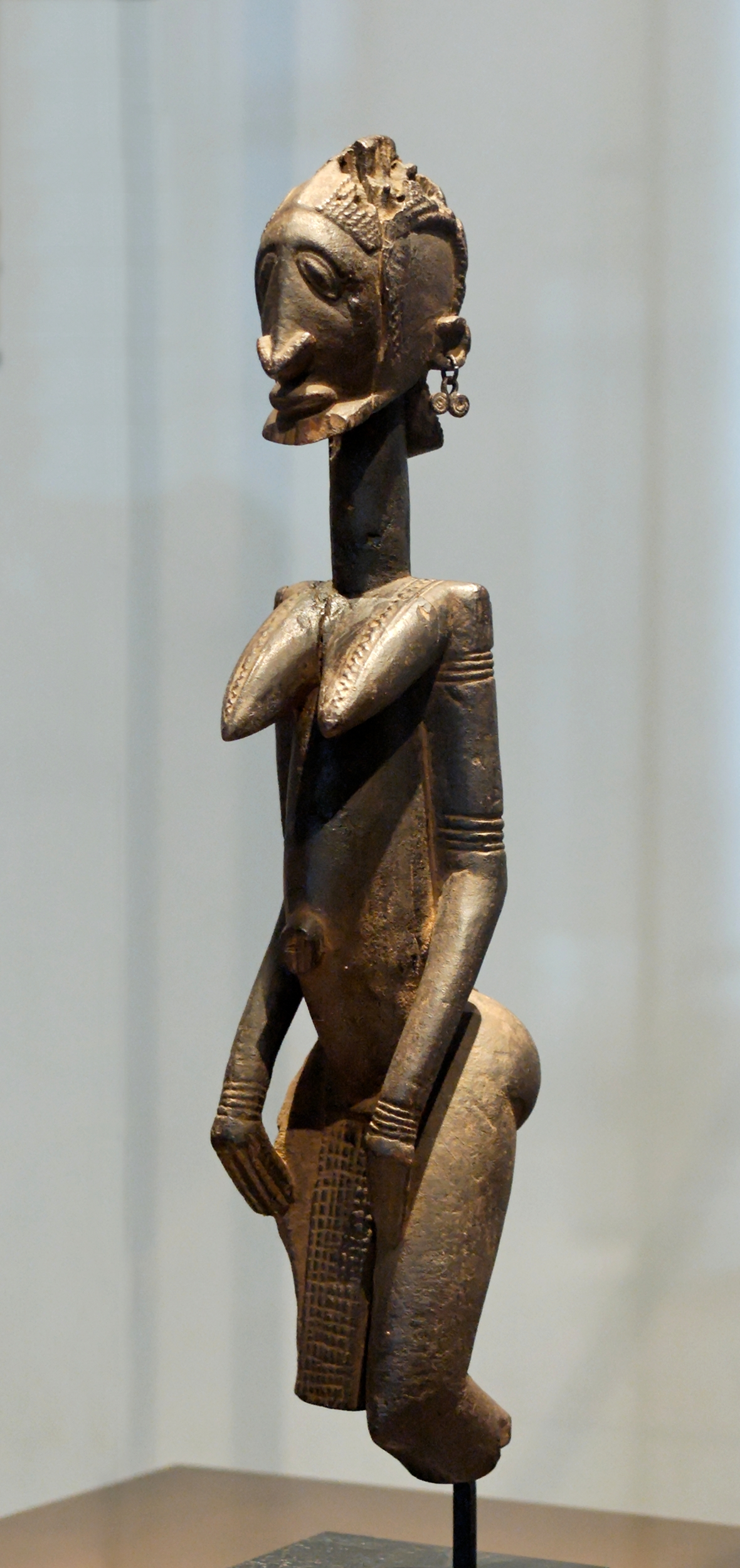
Sculpture Dogon (Louvre).

À l'été 1933, une première exposition du fruit de cette mission se tient au musée de l'Ethnographie. Marcel Griaule rompt alors avec Michel Leiris qui publie le journal qu'il a tenu durant la mission, Afrique fantôme, dans lequel Leiris découvre le non-dit de l'Occident, le racisme et l'inégalité. La même année, Marcel Griaule est fait chevalier de la Légion d'honneur en reconnaissance de la qualité de ses travaux. Il rejoint ainsi son frère ainé Lucien, promu lui en 1918 au rang de Chevalier pour ses faits d'armes lors de la Première Guerre mondiale et pour qui il avait une très grande affection. Leiris sur le versant idéologico-politique, Griaule sur l'autre pente avec Dieu d'Eau qui démontre qu'il y a un « univers mental chez les prétendus primitifs, de la culture dans une tête noire... une vraie culture, avec une pensée savante, une philosophie et même une cosmogonie aussi complexe que celle d'Hésiode » . Les deux livres vont révolutionner le mode de voir et de comprendre l'Autre, mais les deux  hommes nourrissent alors l'un pour l'autre une haine féroce. Griaule reproche à Leiris l'absence de dimension scientifique à son travail de secrétaire-archiviste. Dès 1935, Griaule privilégie l'étude des Dogons. Il s'attache alors pour sa thèse de doctorat, publiée en 1938, à décrire les Jeux dogons et les Masques dogons.

### Défenseur du Négus
Marcel Griaule est appelé par le Négus d’Éthiopie à défendre son pays envahi par l'Italie fasciste en 1935. C'est ainsi que Griaule fait partie de la délégation éthiopienne à la Société des Nations où il écrit le contre-mémoire éthiopien au mémoire italien, qu'il rédige le discours du Négus à la SDN, qu'il l'accompagne dans son exil londonien et qu'il écrit avec ce dernier les premiers chapitres de ses mémoires.
En 1936, il publie La Peau de l’Ours, réponse au Manifeste des intellectuels pour la défense de l’Occident de Maulnier, Gaxotte, Baudrillart, Béraud, Brasillach, Maurras et quelques autres soutenant l’agression de l’Éthiopie par l’Italie mussolinienne. Griaule est alors qualifié d'anti-fasciste délirant et son livre est porté sur la liste Otto d'interdiction de livres et détruit. Il est un des rares Français et Occidentaux à avoir pris la défense d'un pays souverain africain envahi par la barbarie fasciste. Bob Marley a transformé ce fameux discours du négus en chanson (The war) qui sert toujours de support à la pédagogie des droits de l'homme dans bien des pays (cité au Conseil des Droits de l'Homme à Genève).
Marcel Griaule et sa femme Jeanne Troupel (1892-1973) de la Maisonade mettent leur maison de Haute-Savoie proche de Genève et de la SdN à la disposition du président espagnol Manuel Azana, afin qu'il tente une ultime mobilisation de la SDN à la cause républicaine. Le président signa sa lettre de démission le 27 février 1939 à Collonges-sous-Salève  sur la même table sur laquelle Griaule avait défendu l’Éthiopie quelque temps auparavant. La table a été donnée à la municipalité en 2011 et une plaque apposée pour rappeler ce fait. La lettre devant être communiquée d'abord aux Cortès espagnoles, elle n'a été communiquée qu'à partir du 28 février 1939 à la presse internationale. Avec l'avance allemande, le président Azana et sa suite partent pour Montauban où M. Azana meurt quelque temps après.
Lors des accords de Munich (1938), Marcel Griaule se met mis à la disposition  de la république tchécoslovaque pour la défendre avec d'autres militaires français. Pour cela il est menacé de mort ainsi que ses trois enfants.

### Seconde Guerre mondiale
La Seconde Guerre mondiale l'oblige une nouvelle fois à interrompre son travail. Il intègre l'aviation comme capitaine, et il est décoré de la Croix de Guerre le 30 juin 1940. Démobilisé, il retourne à l'enseignement de l'ethnologie à l'Institut d'ethnologie de l'Université de Paris à partir de décembre 1940 et devient secrétaire général de cet institut en décembre 1941, puis sous-directeur du musée de l'Homme. En 1941, il remplace à l'École des Langues orientales son ancien professeur d'amharique, Marcel Cohen, interdit d'enseigner par les lois antisémites. En 1942, il est nommé directeur du laboratoire d'ethnologie de l'EPHE et en octobre de la même année directeur de la première chaire de la discipline enseignée à la Sorbonne. Il remplace Paul Rivet - qui doit s'enfuir en Amérique du Sud en 1941 - à la tête du musée de l'Homme. Il empêche la nomination à la première chaire d'ethnologie de la Sorbonne d'un ethnologue raciste, Georges Montandon. Il fut la cible de la presse collaborationniste  de Je suis Partout  au Pilori ou l'Ethnie française ! De 1944 à 1946, il est remobilisé par le général de Gaulle comme commandant dans l'aviation (chef de la  2e région aérienne de Paris attaché au général Valin, puis chef du 2e Bureau celui du renseignement) tout en continuant à dispenser ses cours. Il est accusé d'avoir été nommé titulaire de la chaire d'ethnologie durant la guerre. Suspendu deux mois, la commission d'enquête conclut à l'unanimité à la mise hors de cause de Griaule : pour actes de gaullisme, de résistance, d'aide morale et matérielle aux Juifs. Germaine Tillion reconnaissait le rôle très important de Griaule pour tenir l'honneur de l'université française durant cette période chaotique. Le 15 octobre 1949, il est promu au rang d'officier de la Légion d'honneur pour ses actions durant la Seconde Guerre mondiale.

### Après la Seconde Guerre mondiale
Après la guerre, il s'investit dans l'étude des peuples de la boucle du Niger. Toujours très attaché au peuple dogon, il décrit alors leur richesse culturelle en particulier au niveau de leur cosmogonie spécifique qu'il qualifie d'« aussi riche que celle d'Hésiode, une métaphysique et une religion qui les met à la hauteur des peuples antiques ».
En 1947, il est également conseiller de l'Union française dont il préside la Commission des Affaires culturelle jusqu'à sa mort. Il se donne pour mission  de « rendre la parole » aux peuples qui en sont privés. C'est ainsi qu'il plaide ardemment pour la défense et la promotion de ces civilisations bafouées, pour la diversité culturelle (notamment lors de la ratification par la France du traité créant l'Unesco auquel il reproche dès 1948 un dernier terme qu'il juge inadapté : « culture », « quel étrange singulier, quel étrange singulier occidental ». Il définit dès 1950, le concept de développement humain durable que les Nations-unies reprennent à leur compte en 1991 avec les premiers rapports sur DHD. Au Mali, il participe au développement de la région en construisant en particulier un barrage d'irrigation pour la culture de l'oignon et du piment dans la région de Sangha. Ce barrage, toujours opérationnel, porte aujourd'hui son nom.
Il meurt en février 1956 à Paris, d'une crise cardiaque. Des funérailles sont organisées non seulement en France mais aussi en pays Dogon, et ce, de manière symbolique : « Les obsèques qui furent les siennes en pays Dogon témoignent de la reconnaissance que lui portèrent et lui portent encore les hommes et les femmes, habitants de ces falaises de Bandiagara et d'une façon générale les Africains. ». Un disque et un film de ces funérailles sont conservés entre autres par le musée du Quai Branly. À la fin des cérémonies « les célébrants, faisant passer dans ce simple geste leur sens spontané du symbole, brisèrent l'outil qu'ils avaient toujours vu dans la main de celui qui s'était mis à l'écoute de leurs vieillards : un crayon »

## Apports scientifiques et critiques
Les résultats et les méthode de Griaule ont fait l'objet de critiques dans la communauté des ethnologues, en particulier hors du monde francophone.
Dans un article de 1991, l'ethnologue néerlandais Walter E. A. van Beeck, spécialiste des Dogons, distingue ainsi deux périodes dans les travaux de Griaule et de ses collaborateurs sur les Dogons: si son intérêt est réel pour les travaux d'avant 1948, centrés sur la culture matérielle, il manifeste une réticence à l'égard des travaux postérieurs, réalisés avec Germaine Dieterlen, qui ont contribué à faire connaître Griaule du grand public.
Les motifs cosmogoniques repérés par Griaule chez les Dogons et exposés dans Dieu d'eau et Le renard pâle ne se retrouveraient pas chez les cultures environnantes (argument également formulé par Jack Goody et d'autres chercheurs). De plus les ethnologues ayant enquêté chez les Dogons dans les décennies ayant suivi la mort de Griaule n'ont pas retrouvé les traces des principaux mythes exposés par Griaule, ni du symbolisme lié à Sirius, excepté chez des informateurs qui en avaient eu connaissance par le biais de Griaule. Enfin, des incohérences existent entre Dieu d'eau, Le renard pâle et les premiers travaux de Griaule.
Parmi les points de méthode pouvant expliquer ce décalage:
- l'informateur principal de Griaule, le vieillard aveugle Ogotemmêli, n'était pas nécessairement la personne la plus qualifiée pour lui transmettre les mythes de son peuple,
- Griaule s'entretenait avec lui par le truchement d'un interprète,
- Il n'a pas publié le matériau brut des entretiens, ce qui rend impossible la correction d'éventuelles erreurs de traduction ou d'interprétation,
- Il a pu consciemment ou inconsciemment suggérer des thèmes à son interlocuteur,
- Sa description des mythes est déconnectée du substrat social.

Sur ses apports, il est un des premiers, en France, à avoir eu recours aux  films, aux enregistrements sonores et aux photographies. Il a rapporté de ses missions une masse de documents et d'objets considérables, mais ses méthodes pour prélever ces objets ont été quelquefois jugées expéditives. Et il a permet de découvrir la richesse de la civilisation du peuple Dogons et de leur système de pensée.

## Publications
D'après P. Champion, « Bibliographie de Marcel Griaule (ordre chronologique) », Journal de la Société des Africanistes, tome 26, 1956, p. 279-290, voir en ligne pour les articles.

### Ouvrages

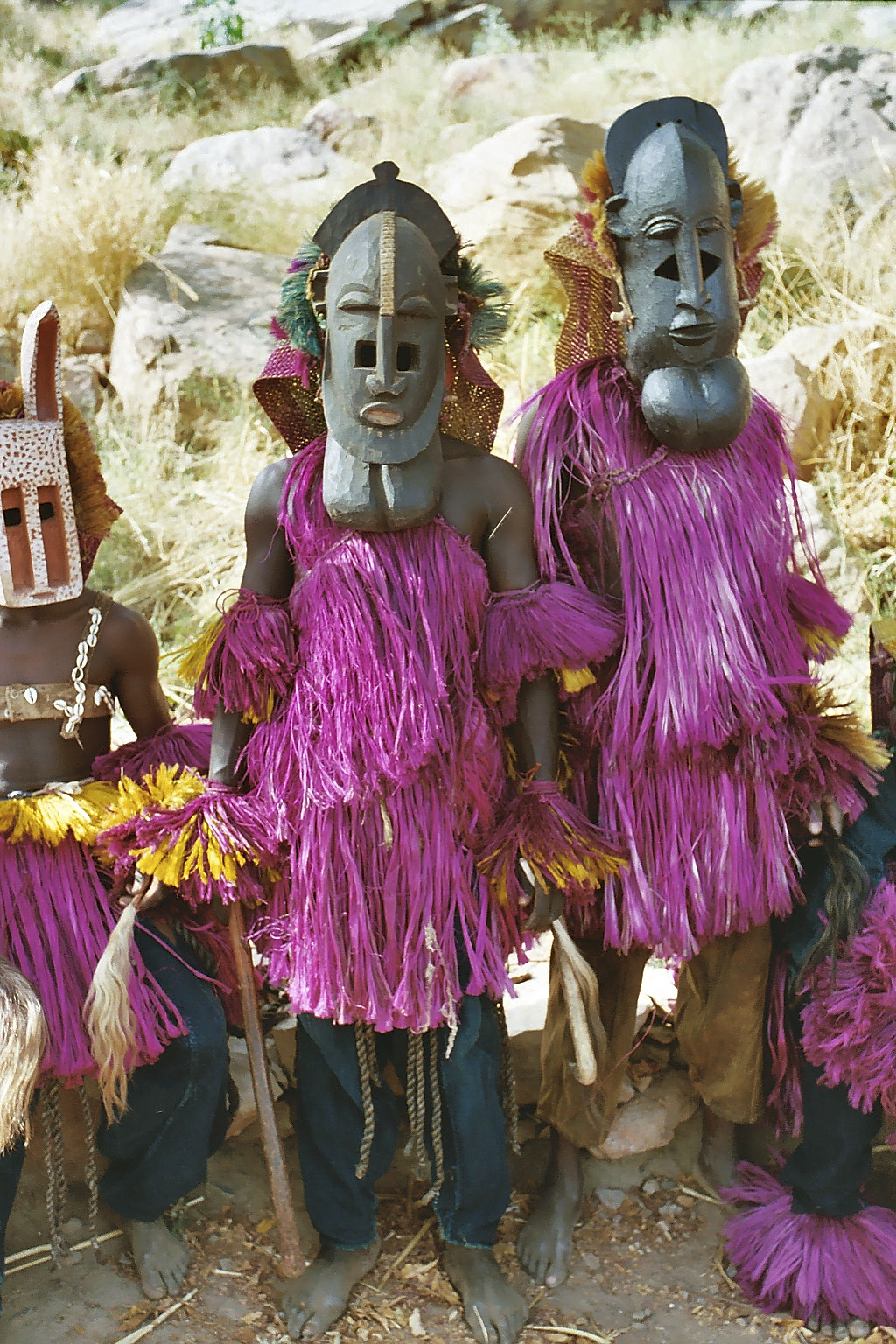
Masques Dogons.

- Silhouettes et graffiti abyssins, préface de Marcel Mauss, Paris, éditions Larose, 1933, 33 p.-XXIX pl.
- Les Flambeurs d'hommes, préface de Charléty, Paris, éditions Calmann-Levy, 1934, VIII-205 p.
- La peau de l'ours, Paris, Gallimard, 1936, 219 p.
- Masques dogons, Paris, Institut d'ethnologie, 1938, VIII-896 p.-XXXII f. de pl. + 1 disque 78 t. [Thèse de doctorat ès-lettres]. 4e édition 1994, réimprimée en 2004. Publications Scientifiques du Muséum national d'histoire naturelle. 890 p. + XXXII.  (ISBN 2-85653-569-0).
- Jeux dogons, 1938. Paris, Institut d'ethnologie, 1938, VII-290 p.-XII f. de pl. [Thèse de doctorat ès-lettres].
- Les Sao légendaires, Paris, éditions Gallimard, 1943, 178 p.
- Arts de l'Afrique noire, Paris, Éditions du Chêne, 1947, 127 p., illust., pl. en couleurs (Photographies de E. Sougez). [trad. en anglais sous le titre : Folk art of black Africa. Paris et New York 1950].
- Dieu d'eau : entretiens avec Ogotemmeli, Paris, Éditions du Chêne, 1948, 263 p.[17]
- Les grands explorateurs, Paris, Presses universitaires, 1945, 125 p. [réédité en 1948].
- Méthode de l'ethnographie, Paris, Presses Universitaires de France, 1957, 107 p.-VI p. de pl. [posthume].
- Le renard pâle. Tome I, Le mythe cosmogonique. Fascicule I, La création du monde, Paris, Institut d'Ethnologie, 1965, 549 p.-[24] p. de pl.-[3] dépl. (en collaboration avec Germaine Dieterlen) [posthume]. 2e édition augmentée d'annexes et d'un index en 1991
- Descente du troisième Verbe, Saint-Clément-la-Rivière, éditions Fata Morgana, 1996, 81 p., Collection Hermès, 1996. [posthume, recueil d'articles parus en revue]